# Fist of Fury 1991 2
Pour plus de détails, voir Fiche technique et Distribution.
Fist of Fury 1991 2 (漫畫威龍, Man hua wei long), aussi appelé Fist of Fury 1992, est une comédie d'action hongkongaise réalisée par Cho Chung-sing  et Corey Yuen et sortie en 1992 à Hong Kong. C'est la suite de Fist of Fury 1991, sorti l'année précédente.
Elle totalise 22 946 994 HK$ de recettes au box-office.

## Synopsis
Après la défaite finale de Kwok Wai (Wan Yeung-ming (en)) contre Lau Ching (Stephen Chow), son frère Cheung Wan-to (Yuen Wah) et sa bande veulent se venger. Lorsque Ching et son élève Ngou Pi (Natalis Chan) sont attaqués dans la rue, ils sont sauvés par une femme masquée. Ching se réfugie dans la maison de Ngou Pi et rencontre sa tante, Ngou Chat (Josephine Siao), qui se révélera plus tard être la femme mystérieuse. Ils sont ensuite invités par Wan-to à l'affronter en combat honorable pour régler leur différent, ce qui oblige Ching à rechercher de nouvelles compétences martiales, telles que le poing électrique.

## Fiche technique
- Titre original : 漫畫威龍
- Titre international : Fist of Fury 1991 2
- Réalisation : Cho Chung-sing et Corey Yuen
- Scénario : Jeffrey Lau et Ho Tung
- Musique : Lowell Lo
- Production : Corey Yuen
- Société de production : Chun Sing Film
- Société de distribution : Golden Princess Film Production
- Pays d'origine :  Hong Kong
- Langue originale : cantonais
- Format : couleur
- Genre : comédie d'action
- Durée : 93 minutes
- Dates de sortie :
  - Hong Kong : 1er janvier 1992

## Distribution
- Stephen Chow : Lau Ching
- Josephine Siao : Ngou Chat
- Kenny Bee : Smart
- Sharla Cheung : Fok Man
- Natalis Chan : Ngou Pi
- Yuen Wah : Cheung Wan-to
- Cho Chung-sing : Maddy
- Wan Yeung-ming (en) : Kwok Wai
- Yuen Tak : Ngou Feng
- Cutie Mui (en) : Chu-chu
- Ku Feng : le père de Chu-chu